# Hydaticus opaculus
Hydaticus opaculus är en skalbaggsart som beskrevs av Gschwendtner 1933. Hydaticus opaculus ingår i släktet Hydaticus och familjen dykare. Inga underarter finns listade i Catalogue of Life.